# 타카하시 아이
다카하시 아이(일본어: 高橋愛 다카하시 아이[*], 1986년 9월 14일 ~ )는 일본의 여성 유튜버, CM댄서, 모델이다. 현 T&T, 타이야키 타베타노 난데? 리더이다. 연예사무소 업프런트 크리에이트(업프런트 그룹) 소속. 친한 멤버인 니이가키 리사, 미치시게 사유미, 다나카 레이나 등등에게는 아이짱이라고 불리고 있다. 후배들에게는 아이짱상이라고 불린다. CM에서는 노래도 부르고 댄서로서도 활동중이다. 댄서팀 겸 보컬그룹인 gokigens의 멤버이다.

## 인물·에피소드
- 애칭은 아이짱. 그 외에도 러브리, 아이큔, 아이츈, 뎃테케테(우타방에서 톤네루즈의 이시바시 다카아키가 붙여주었다), 아이짱상(후배들에게 불리는 애칭)등등이 있다. 나이에 비해서 목소리는 귀엽고 얼굴은 사랑스럽다.
- 데뷔 전에 합창부와 모던 발레를 배웠다. 가입 오디션 때를 포함, 데뷔 후의 어필 포인트가 되었다.
  - 중학생 때에 전국 합창 대회에 출장한 적이 있다.
  - 2006년 봄 콘서트에서는 발레의 움직임을 살린 라이브 퍼포먼스를 선보였다.
- 2003년 10월 4일에 방송된「사립 오카무라 여자 고등학교。오카무라 체육제」에서는 후지모토 미키에 이어 종합 2위를 차지하였다. 2003년 11월 22일에 열린 Hello! Project SPORTS FESTIVAL의 허들 경주에서는 1위를 차지하였다.
- 토크는 그다지 잘하지 못한다고 본인이 밝힌 바 있다.
- 데뷔 초부터 영어 공부를 하고 있다.
- 독서량이 풍부하며, 애독서는「"그것" 이라고 불린 아이」·「해리포터」시리즈 ·「대런 섄」시리즈 등이 있다.
- 좋아하는 먹거리는 소스카츠동(후쿠이현의 명산으로 양식 요리점「ヨーロッパ軒」의 요리). 싫어하는 먹거리는 몽블랑, 가지, 파인애플.
- 다른 멤버들로부터는「무척이나 성실하며 어른스러워서 뭐든지 척척 처리해낸다」라고 평가받고 있다. 행동파이며, 혼자 있는 걸 꺼려하지 않아서 휴일에는 혼자서 쇼핑이나 식사, 영화관 등에 다니기도 한다. 니이가키 리사는 다카하시에 대해 자주「(성격이) 특이하다」라고 평했다.
- 아카시야 산마의 팬으로 각종 방송에서 자기 소개를 할 때 '산마씨를 좋아하는 사람'이라고 말하기도 했다. 아카시야 산마와는 2003년부터 MBS 라디오 「영타운 토요일」로 같이 일하고 있다.
- 파이널 판타지 시리즈의 팬으로「파이널 판타지 XIII」발매 당시 관련 방송에 출연 하는 등 파이널 판타지 13의 홍보 연예인 중 한명이었다.
- 2010년 들어 한국 문화에 심취하여 '마이 붐은 한국'이라고 자평했다. 비, 빅뱅, 소녀시대, 카라 등 한국 연예인에 대한 지식이 있으며 솔로 라디오 방송에서 4minute를 소개했고 잡지 출연에서는 부침개, 김치 순두부, 호떡 등의 한국 요리를 시연했다.
- 2006년 신춘에 개최된「Hello! Project 2006 Winter ~원더풀 하츠~」에서 의상에 달린 번호는 81(다카하시의 하=8, 아이=I).
- 2008년 4월부터 2011년 9월까지 현역 모닝구무스메。멤버들 중에서 최연장자이다.
- 2011년 9월 30일의 졸업시까지 2559일로 역대 최장 재적기간을 가졌던 이이다 카오리를 제치고 니이가키 리사와 함께 모닝구무스메。로서의 활동력이 제일 길었다(다카하시의 졸업 후 동기 니이가키 리사가 재적 기간 최장 멤버가 되었고, 그 후 미치시게 사유미에 의해 기록이 깨어져 현재 재적 기간 최장 멤버는 미치시게 사유미이다). 또, 졸업 직전의 2011년 9월 14일에 25세의 생일을 맞이했지만, 25세를 넘어 모닝구무스메。에 재적하고 있던 것은 초기 멤버 나카자와 유코에 이어 두 명째이다.
- 한국을 좋아하는 멤버이기도 하다.
- 사촌동생인 리쿠가 속해있는 NCT의 유닛들을 팔로우 했다.

## 친구
- 모닝구무스메:동기 오가와 마코토의 친구:미치시게 사유미, 다나카 레이나,  중국인 멤버인 링링, 이시카와 리카, 후쿠무라 미즈키, 후지모토 미키, 니이가키 리사
- 그외:코지마 하루나, 카토 마미, 우메다 하루카, 나츠야키 미야비, 스즈키 아이리

### 다카라즈카 가극단
- 다카라즈카 가극단을 좋아한다. 유키구미의 톱스타였던 다카네 후부키의 포스터를 붙여 놓을 정도로 어릴 때부터「다카라젠느」를 동경하였지만 키가 작기 때문에 (현재 공식 153cm) 단념하였다[1].
- 연예계 데뷔 후에도 열렬한 팬이며, 다카라즈카의 비디오를 모닝구무스메。를 중심으로 하로프로 멤버들에게 권하거나 함께 관람하러 가고 있다. 지금은 특히 미즈 나츠키와 시부키 쥰의 팬이라고 밝히고 있다.
- 다카라즈카 가극의 소재로써 다루어졌기 때문인지 덴지 천황 · 나카토미토 가마타리 · 오다 노부나가 등 일본사에 나오는 인물들의 이름을 잘 알고 있다.
- 2006년에 다카라즈카 가극단과 헬로! 프로젝트의 공연으로 뮤지컬 리본의 기사를 열었다. 다카하시는 그 주연을 맡아, 형태는 다르지만「다카라즈카」에 동경해 온 다카하시의 하나의 꿈이 실현된 해가 되었다.

### 에이스
- 모닝구무스메에 가입한 직후부터 그룹 활동에서 높은 비중을 차지하고 있다.
  - 2002년 4월, MUSIX! 방송 내의 미니드라마「Angel Hearts」에서 주연을 맡았다.
  - 2003년 4월, 라디오 방송 준 레귤러 (자세한 사항은 출연 항목 참조).
  - 2004년, 층쿠♂의 셀프 커버 앨범「TAKE1」에서 하마사키 아유미와의 듀엣곡이었던「Love~since1999」의 하마사키 파트를 담당하였다.
  - 2004년, 모닝구무스메。사쿠라구미에서 센터 포지션. 콘서트 팜플렛의 중심부 앞면에 레이아웃되었다.
  - 2006년, 헬로! 프로젝트의 인기 멤버가 매년 게스트로 출연하는 신춘 와이드 시대극에 발탁되었다(자세한 사항은 출연 항목 참조).
- 모닝구무스메。싱글 곡에서 메인 보컬을 맡는 경우가 많다. 10작품 이상.
- 센터 포지션을 맡은 곡은「大阪 恋の歌」·「色っぽい じれったい」외 다수.
- CD 자켓 사진과 아티스트 사진 등의 집합 사진에서 중앙 전면에 위치하는 경우가 많다.
- 2010년 8월 기준으로, 솔로 사진집 수는 10 작품으로 헬로! 프로젝트 전체에서 최다이다. 첫 솔로 사진집은 5기 멤버 중에서는 가장 빨리 발매되었고 4기 멤버인 쯔지 노조미와 카고 아이보다도 빨랐다.

## 약력
- 1999년 10월 7일 방송된 NHK BS 주니어 노래 자랑의 후쿠이 현 사바이시 대회에 출장, 베스트 스테이지상을 수상하였다.
- 2001년에 열린「모닝구무스메。LOVE 오디션 21」에서 콘노 아사미, 오가와 마코토, 니이가키 리사와 함께 합격하였다.
  - 이 때, 고향인 후쿠이의 민방 후쿠이테레비에서는 지역 뉴스 톱 항목으로 보도되었다[2].
- 2001년 10월 31일, 싱글「Mr.Moonlight~愛のビッグバンド~」로 데뷔.
- 2003년 4월, 미니모니。에 가입.
- 2005년에는 모닝구무스메。싱글 곡에서 메인을 맡은 수가 가장 많았다. 또 이시카와 리카가 졸업한 후 센터를 맡았다.
- 히노데 여자 고등학교 통신제 졸업.
- 2006년에는 여자 킥 베이스볼팀「메트로래비츠 H.P.」의 주장에 취임.
- 2006년 봄 콘서트「레인보우 세븐」에서는「大阪 恋の歌」를 솔로로 피로하였다.
- 2006년 7월 2일부터 방영된 GyaO 오리지널 드라마「도토쿠 여자 단대 환경 연구부」의 제1화「매미」의 주연을 맡았다. 또한 이 드라마의 주제가인「夢から醒めて」(솔로곡, 작사/작곡 야스다 신지)를 불렀다.
- 2007년 6월 1일, 전 리더인 후지모토 미키의 탈퇴에 따라, 모닝구무스메。의 리더에 취임.
- 2007년 10월, 이달 24일에 일본과 한국에서 동시 발매된 모닝구무스메。10주년 베스트 앨범인「モーニング娘。ALL SINGLES COMPLETE ~10th ANNIVERSARY~」의 홍보를 위해 니이가키 리사, 쿠스미 코하루와 함께 26일부터 2박 3일 일정으로 한국을 방문하였다.
- 2008년 6월, High-King에 참가.
- 2009년 1월, 드라마 Q.E.D. 증명 종료에 현역 멤버로서 연속 드라마 첫 주연, 모닝구무스메。에서는 최연장의 22세(당시)면서 17세의 역이라고 하는 것으로 화제를 불렀다.
- 2009년 4월, 엘더클럽 소속 멤버의 졸업에 의해, 헬로! 프로젝트의 리더로 취임.
- 2010년 9월 14일, 본인의 생일에 공식 블로그「I am AI」가 개설되었다.
- 2010년 9월 17일, 한류α「엑시던트 커플」(그저 바라보다가)을 통하여 처음으로 성우 활동을 하였다.
- 2011년 1월 9일, 모닝구무스메。가을 콘서트 투어의 최종 공연을 마지막으로 모닝구무스메。그리고 헬로! 프로젝트를 졸업하는 것을 발표. 졸업 후는 음악을 중심으로 무대나 라이브 활동을 계속 할 예정[3].
- 2011년 9월 26일,「후쿠이 브랜드 대사」에 취임[4][5].
- 2011년 9월 30일,「모닝구무스메。콘서트 투어 2011 가을 사랑 BELIEVE ~다카하시 아이 졸업기념 스페셜~」을 마지막으로 모닝구무스메。와 헬로! 프로젝트를 졸업했다.
- 2011년 10월 3일, M-line club의 가입이 발표되었다[6].
- 2012년 4월 14일, NHK 후쿠이 방송국의 캐릭터 후쿠마루의 곡「HAPPY！いっぷくまる」을 피로.
- 2012년 6월 17일, 이 날 방송의 대하드라마「다이라노 키요모리」제24화부터 케이시/츠네코 역으로 출연.
- 2012년 10월 1일, 소속사 업프런트 크리에이트로 이적.
- 2014년 2월 14일, 아베 코우지와 결혼.
- 2021년 6월 20일, M-line club의 콘서트 투어「M-line Special 2021~Make a Wish!~」에서 다나카 레이나와 나츠야키 미야비와 함께 타이야키 타베타노 난데?(たいやき たべたの なんで?)를 결성했다.

## 출연

### 텔레비전 드라마
- 여기는 혼이케가미서 제9회 (2002년 9월 2일, TBS계) - 게스트 출연 · 타미야 시호 역
- 드라마 사랑의 시 〈미니모니.의 브레멘 음악대〉 제1회 - 제4회 〈현대〉 (2004년 1월 10일 - 31일, NHK 교육 텔레비전) - 주연 · 쿠리무라 치요노 역
- 신춘 와이드 시대극 〈천하소란~도쿠가와 삼대의 음모〉 (2006년 1월 2일, TV 도쿄계) - 마사코 역
- 니혼 TV 개국 55년 기념 프로그램 〈히트 메이커아구유 이야기〉 (2008년 8월 1일, 니혼 TV계) - 미이 역
- 드라마8 〈Q.E.D. 증명종료〉 (2009년 1월 8일 - 3월 12일, NHK) - 주연 · 미즈하라 카나 역
- 반초능력자 제1화, 제5화, 제10화 (2010년 1월 15일 · 2월 12일 · 3월 19일, 후지 TV TWO) - 스페셜 게스트
- 한류α 〈엑시던트 커플〉 (그저 바라보다가) - 일본어 더빙 한지수 역 (2010년 9월 17일 - 10월 4일, 후지 TV)
- 사랑 초코 제1화·아야나의 경우 (2011년 2월 14일, BS-TBS) - 주연·아야나 역
- ATARU 제3화 (2012년 4월 29일, TBS계) - 코지마 유코 역
- NHK 대하드라마 다이라노 키요모리 (2012년 6월 17일 -2012년 12월 23일, NHK) - 츠네코(후지와라노 케이시) (후지와라노 이에나리의 딸) 역
- 주보 2405 내가 죽는 이유 (2012년 7월 12일, 칸사이 TV 방송) - 사와타리 나츠카 역
- 하이스쿨 가극단☆남조 (2012년 10월 6일, CBC · TBS계) - 아키노 레이나 역

### 연극
- 「리본의 기사 더 뮤지컬」- 사파이어 왕자 역 (2006년 8월 1일 ~ 27일, 40회 공연)
- 「신데렐라 더 뮤지컬」- 신데렐라 역 (2008년 8월 6일 ~ 25일)
- 「인사 30도 온 스테이지」- 키노시타 카린 역 (2008년 2월 27일 ~ 3월 2일)
- 「인사로 셰이프 업!」- 키노시타 카린 역 (2009년 6월 7일 ~ 14일)
- BS-TBS 개국 10주년 기획「패셔너블」- 하세가와 코코 역 (2010년 6월 11일 ~ 27일, 21회 공연)
- 낭독극「내 머리 속의 지우개」(2010년 9월 10일 · 11일 · 16일)
- 「다카하시씨 집과 니이가키씨 집 ~ 즉흥 연극 서드 스테이지」 (2010년 10월 25일 ~ 29일, 아오야마 원형 극장)
- 희극「햄릿」& 비극?「Rosencrantz와 기르덴스탄은 죽었다」- 오필리어 역 (2011년 5월 18일 ~ 5월 31일)
- 제국극장 뮤지컬「댄스 오브 뱀파이어」- 서브 역 (2011년 11월 27일 ~ 12월 24일)[7]
- 「라 파티스리」(2012년 3월 3일 ~ 22일)
- 2만명의 고동 2012 TOURS 뮤지컬「빨간머리 앤」(2012년 8월 12일 ~ 8월 22일, 10회 공연)
- 하이스쿨 가극단☆오토구미 (2012년 9월 12일 ~ 23일, 15회 공연)

### 영화
- 미니모니。더 무비 과자 대모험! (2002년, 도에이)
- 쉐어하우스 (2011년 11월 12일 공개)
- 공룡을 파다 (2013년 3월 30일 공개)
- 카라에이지☆USA (2014년 9월 20일 공개)

### 텔레비전 방송
- 하로! 모닝구。(2001년 10월 28일 ~ 2007년 4월 1일, TV 도쿄)
- 틴틴 TOWN! (2002년 7월 5일 ~ 2004년 3월 26일, 니혼테레비)
- 나가라! 고록키즈 (2003년 9월 29일 ~ 12월 26일, TV 도쿄)
- 후타리고토 (2004년 4월 21일 ~ 23일 · 7월 23일 ~ 29일, TV 도쿄)
- 마녀。리카짱의 매지컬 비유덴 (2004년 12월 1일 ~ 6일 · 12월 16일 ~ 17일, TV 도쿄)
- 무스메DOKYU! (2005년 4월 4일 ~ 6월 8일, TV 도쿄)
- 하로모니@ (2007년 4월 8일 ~ 2008년 9월 28일, TV 도쿄)
- Matthew's Best Hit TV (2002년 5월 29일, 테레비아사히) (Best Hit Generation)
- 일요 빅 버라이어티「고향의 명산을 만든 사람들」(2004년 8월 8일, TV 도쿄) (후쿠이 소스카츠동 비화)
- 풋스마 (2008년 7월 8일, 테레비아사히)
- 요로센! (2008년 10월 6일 ~ 2009년 3월 27일, TV 도쿄)
- 미녀방담 (2009년 4월 2일 · 9일, TV 도쿄)
- 미녀학 (2010년 4월 29일 ~ 5월 6일 · 10월 21일 ~ 12월 2일 · 2011년 3월 24일 ~ 31일, TV 도쿄)
- 코라보TV「다카하시×다카하시」(2011년 6월 24일, BS-TBS)
- 「다카하시 아이의 다이 수수께끼 -헌터! ~공룡 왕국 후쿠이 그 수수께끼에 강요한다∼」(2012년 2월 26일, 후쿠이 TV 방송)
- 「후쿠이 브랜드 대사 다카하시 아이의 사랑 · LOVE 후쿠이 와카사로의 여행」(2012년 7월 8일, 선테레비, 7월 9일, KBS 교토)
- 「카토탼의! 역시 좋다 시골식 일본 행복 라이프!」(나레이터) (2012년 9월 9일, TBS)

### 라디오 방송
- 레귤러
  - MBS 영타운 토요일 (2003년 4월 12일 ~ 2017년 3월 18일, MBS 라디오)-미치시게 사유미와 이이쿠보 하루나와 함께 진행
  - FIVE STARS (2010년 4월 8일 ~ 2011년 9월 29일, Inter FM)
- 단발
  - 하로프로야넨! (2004년 3월 5일 · 5월 17일 · 2005년 12월 16일 · 18일 · 2006년 11월 3일 · 10일)
  - 모닝구무스메。후지모토 미키의 도키♥미키Night (2004년 9월 20일, CBC 라디오)
몸상태가 안좋아 쓰러진 후지모토 미키의 대타로 출연.
  - 모닝구무스메。이시카와 리카의 챤챠카☆챠미! (2005년 3월 17일, CBC 라디오)
이시카와 리카가 인플루엔자에 걸려 대타로서 출연. 방송 타이틀은「모닝구무스메。다카하시 아이의 뎃테케 러브리」.
  - TBC FUN 필드 모렛츠 모대쉬 (2005년 5월 16일 ~ 27일, 도호쿠방송)
- 그 외
  - MBS 라디오 헬로! 프로젝트 라디오 드라마「시미즈의 무대에서」에서 주연을 맡아, 제41회 갤럭시상에서 라디오 부문「선장」을 수상.

### 인터넷
- 제4회 하로프로 비디오 채팅 (2005년 4월 8일, 헬로! 프로젝트 on 프렛츠)
- 신감각 드라마「도토쿠 여자 단대 환경연구부 제1화「매미」(2006년 7월 2일 ~ 9월 2일, 인터넷 방송 GyaO). DVD 발매 2006년 10월 4일
- 오리지널 숏 드라마「인사 30도」(2006년 12월 ~ , Dohhh UP!) - 키노시타 카린 역할
  - 시리즈 1 ~ 3까지 3작품의 DVD가 2007년 2월 9일 전국 거스트 판매대에서 동시에 기간 한정 독점 선행 판매. 그에 맞추어, 거스트점 내의 거스트비젼에서도 방영을 개시하였다.
- 회원 한정 WEB 토크「다카하시 아이의 이치고이치에(苺いちえ)」(2009년 3월 23일 ~ 2010년 3월 29일) - 헬로! 프로젝트 팬클럽 회원만 청취할 수 있는 라디오 컨텐츠[8]
- 여자력 두근두근 cafe ~아이스크리스~ (2011년 10월 12일, Ameba Studio)

### 라이브
- M-line Special 2021 ~Make a Wish!~ (2021년 4월 29일, 하치오지 시 예술문화회관 이치죠 홀 → 6월 26일, 토다 시 문화회관, 2회 공연) - 게스트로서 출연.
- M-line Special 2022 ~My Wish~ (2022년 2월 23일, 메구로 퍼시몬 홀, 2회 공연) - 게스트로서 출연.
- 아이가키 LIVE 2024 ~This is who we're now~ (2024년 2월 18일, COTTON CLUB) - 니이가키 리사와 합동 라이브

### DVD
- 아로하로! 다카하시 아이 DVD (2003년 12월 17일, 업프런트 워크스)
- 러브하로! 다카하시 아이 DVD (2007년 4월 11일, 업프런트 워크스)
- I (2009년 6월 17일, 업프런트 워크스)
- 피겨(フィギュア) (2010년 6월 2일, 업프런트 워크스)
  - 2010년 12월 22일에 Blu-ray로 발매.
- AI loves you I love AI (2011년 4월 20일, 업프런트 워크스)
  - 2011년 5월 18일에 Blu-ray로 발매.
- Love Love Love (2011년 9월 21일, 업프런트 워크스)
  - 2011년 10월 19일에 Blu-ray로 발매.

## 서적

### 사진집
- 5 모닝구무스메。5기 멤버 사진집 (2002년 8월 16일, 와니북스) ISBN 978-4-8470-2721-5
- 1st 솔로 사진집「高橋愛」 (2002년 12월 9일, 와니북스) ISBN 978-4-8470-2741-3
- 2nd 솔로 사진집「アロハロ! 高橋愛」(2003년 12월 17일, 카도카와쇼텐) ISBN 978-4-04-894253-9
- 3rd 솔로 사진집「わたあめ」(2004년 5월 27일, 와니북스) ISBN 978-4-8470-2806-9
- 4th 솔로 사진집「愛ごころ」(2005년 6월 25일, 와니북스) ISBN 978-4-8470-2870-0
- 5th 솔로 사진집「19」(2006년 1월 27일, 와니북스) ISBN 978-4-8470-2913-4
  - 오리콘 2006년 서적 랭킹의 탤런트 사진집 판매 랭킹에서 10위에 랭크인하였다(헬로! 프로젝트 내에서는 톱).
- 사진집 전집「ai」(2006년 10월 27일, 와니북스) ISBN 978-4-8470-2961-5
- 6th 솔로 사진집「ラブハロ! 高橋愛写真集 in プーケット」(2007년 3월 14일, 카도카와그룹퍼블리싱) ISBN 978-4-04-894485-4
- 7th 솔로 사진집「水」(2007년 10월 26일, 와니북스) ISBN 978-4-8470-4049-8
- 8th 솔로 사진집「もうひとつの愛」(2008년 5월 31일, 와니북스) ISBN 978-4-8470-4088-7
- 9th 솔로 사진집「私」(2009년 5월 24일, 와니북스) ISBN 978-4-8470-4170-9
- 10th 솔로 사진집「形」(2010년 5월 27일, 와니북스) ISBN 978-4-8470-4283-6
- 11th 솔로 사진집「LOVE No.10」(2011년 3월 28일, 와니북스) ISBN 978-4-8470-4365-9
- 모닝구무스메。라스트 솔로 사진집「愛愛愛」(2011년 9월 14일, 와니북스) ISBN 978-4-8470-4397-0

### 스타일 북
- AI am I (2013년 10월 18일, 다카라지마샤) ISBN 978-4-8002-1802-5
- I have AI. (2014년 9월 13일, 다카라지마샤) ISBN 978-4-8002-3137-6
- 30. (2016년 9월 27일, 다카라지마샤)